# Totenfest des Osiris
Das Totenfest des Osiris (auch Wag-Fest) wurde im Alten Ägypten alljährlich zu Ehren des Gottes Osiris an seinem Todestag, dem 18. Achet I, gefeiert. Der Isis-Osiris-Kult ist erstmals in der 5. Dynastie schriftlich belegt. Ägyptologen datieren die Anfänge mindestens bis in die Zeit der Reichseinigung von Ober- und Unterägypten. 
Das Totenfest des Osiris war ursprünglich im Sothis-Kalender an den heliakischen Aufgang von Sirius und der kurze Zeit später nachfolgenden Nilschwemme gebunden. Im ägyptischen Kalender wurde das Totenfest deshalb auf den 18. Achet I terminiert.

## Hintergrund

### Mythologie
Osiris galt auch als Gott des Nils. Sein Sterben im Osirismythos wurde mit dem Austrocknen des Nils gleichgesetzt und begann mit dem Erscheinen von Isis-Sopdet, die den Zeitpunkt der Nilschwemme bestimmte. Das Blut des Osiris stellte das Nilwasser dar, das nach der Tötung durch Seth aus Osiris in das Mittelmeer floss. Am Tag des geringsten Wasserstandes vom Nil trat mythologisch der Tod des Osiris ein. 
In der frühdynastischen Periode Ägyptens erschien Sirius um den 5. Juni. Dieses Datum repräsentiert in der koptischen Liturgie als erster Tag des ersten Monats Achet das beginnende Jahr. Etwa 18 Tage später traf am 19. Achet I zum Zeitpunkt der Sonnenwende die Nilschwemme im Nildelta ein, dem am 18. Achet I der niedrigste Wasserstand voranging. Im sogenannten Nutbuch wird Osiris in seiner Funktion des heiligen Nilwassers beschrieben:

„Üblicherweise tritt Re des Abends in das Lebensland der Duat ein. Es ist schön in der Hand seines Vaters Osiris. Das ist das Wasser. Er (Re) reinigt sich darin. Er reinigt sich in ihm, das heißt dem Wasser.“

### Festablauf
In den stattfindenden feierlichen Prozessionszügen trugen die Ägypter das Gefäß des Osiris als „Sarg des Osiris“. In dem Gefäß befand sich das heilige Nilwasser und damit Osiris selbst. Der Deckel des Gefäßes war in Form des Osiris ausgeschmückt, der schützend über das Nilwasser wachte. 
Die Tradition vom Totenfest des Osiris wurde nahezu unverändert noch von den Ptolemäern bewahrt und im weiteren Verlauf als Kult der Osiris-Mysterien aufgewertet. 